# Bale Buya
Bale Buya is een bestuurslaag in het regentschap Aceh Timur van de provincie Atjeh, Indonesië. Bale Buya telt 685 inwoners (volkstelling 2010).